# Day by day (MARIAのアルバム)
『Day by day』（デイ・バイ・デイ）は、日本のガールズバンド・MARIAが2009年9月30日にSony Recordsから発売した2枚目のオリジナルアルバムである。

## 内容
前作『You Go! 〜We are MARIA〜』から約2年3ヶ月ぶりのオリジナルアルバム。
翌年にTATTSUが胸郭出口症候群を発症したことに伴い解散したため、今作が自身最後のアルバムとなった。
既発シングル以外の新録曲は全て長田進とマイケル鼻血を招いており、例としてベースを1本にしても音が薄くならないようサウンドメイキングしたりなど、引き算の手法で制作された。
ジャケットの異なる初回生産限定盤と通常盤の2形態で発売された。初回生産限定盤には特典として既発シングルの表題曲のミュージック・ビデオとメイキング映像、「恋風」と「HEY*2♪ ブン*2♪」のライブ映像を収録したDVDが同梱された。

## 収録曲
1. 眠れない三日月 [5:05]
作詞：舞衣子
作曲：TATTSU
編曲：長田進、マイケル鼻血
結成当時からライブで披露されていた未発表曲をリアレンジして収録された。原曲の歌詞は失恋を題材にしていたが、今作収録にあたり「忘れてはいけない思い、ずっと大切にしていきたい思い」をテーマに書き直された[3]。
2. 恋文 [4:05]
作詞・作曲：あゆか
編曲：長田進、マイケル鼻血
3. カナシミレンサ [3:53]
作詞：愛華
作曲：TATTSU
編曲：明石昌夫
6thシングルの表題曲。
4. Guardian Angel [5:01]
作詞：舞衣子
作曲：若林充
編曲：長田進、マイケル鼻血
5. 恋風泥棒 [4:37]
作詞：愛華
作曲：TATTSU
編曲：長田進、マイケル鼻血
愛華のソロ楽曲。結成当時からライブで披露されていた未発表曲をリアレンジして収録された。未発表曲時はあゆか作詞による片思いを題材にした「恋風」というタイトルだったが、愛華によってタイトルと歌詞を書き直された[3]。
6. ゆらり桜空… [4:55]
作詞：あゆか
作曲：あゆか、m・tAnk
編曲：明石昌夫
4thシングルの表題曲。
7. さよなら 大好きな人 [3:56]
作詞・作曲：こじまいづみ
編曲：明石昌夫
5thシングルの表題曲。
8. 線香花火 [4:28]
作詞・作曲：TATTSU
編曲：長田進、マイケル鼻血
9. 空が覚えてる [4:35]
作詞・作曲：あゆか
編曲：長田進、マイケル鼻血
10. Ayu Ready? [3:18]
作詞・作曲：あゆか
編曲：長田進、マイケル鼻血
あゆかのソロ楽曲。舞衣子と愛華が歌詞を覚えるまで仮歌として録ったバージョンでアレンジをしたため、あゆかがボーカルを務めることになった[3]。

## 参加ミュージシャン
MARIA
- SACCHIN：Guitar & Chorus
- TATTSU：Drums & Chorus
- 舞衣子：Bass & Vocal
- あゆか：Guitar & Vocal & Chorus
- 愛華：Bass & Vocal
- れいな：Keyboard & Chorus

## タイアップ
- 独立UHF放送局系テレビアニメ『戦場のヴァルキュリア』後期オープニングテーマ (#3)